# Hindukush
Hindukush (persiska: هندوکُش) är en bergskedja i Centralasien, väster om Himalaya. Den bildar vattendelare mellan Indus och Amu-Darja, och fungerar som gränsvall mellan länder med iransk kultur (Afghanistan), indisk kultur och Centralasiens forna sovjetstater. Bergskedjan ligger huvudsakligen i Afghanistan, där den utgör en stor del av landet och är en västlig fortsättning av Karakoram.
Hindukush sträcker sig från Broghilpasset i sydvästlig riktning till andra sidan Hajigakpasset, fortsätts av Kuh-e Baba och Sijakedjan, söder om Heratdalen. Den högsta toppen i Hindukush är Tirich Mir, 7 690 meter över havet. Andra höga toppar är Nowshak (7 492 m), Istor-o-Nal (7 403 m) och Saraghrar I (7 338 m).
Flera bergskedjor utgår mot söder från huvudkedjan och bildar tvärdalar, som sluttar starkt mot Kabulfloden. Medelhöjden på bergskedjan är på 4 500meter och passhöjden ligger på i medeltal 3 500 till 4 000 meter. Det torra klimatet medför att snögränsen ligger på 5 000 m ö.h.
Bakgrunden till namnet Hindukush är oklar och det finns flera teorier. En tolkning är att det har ursprung i betydelsen ”hindudödaren”, en annan att "kush" kommer från persiskans "kuh" för berg.

## Floder
På Hindukush upprinner en mängd floder; på norra sidan Amu-Darjas bifloder Kokcha och Kunduz samt Khulm, Balkh, Murghab och Hari Rud, vilka förlorar sig i sanden; på södra sidan den i Indus utfallande Kabul med dess bifloder, samt Helmandfloden, Khash, Farah och Adraskan, vilka utflyter i Hamunsjön.

## Språksituation
Bergskedjan är av särskilt intresse i språkvetenskapen, på grund av spridningen av språk som talas i området. I arealtypologisk forskning i området inkorporeras traditionellt en större yta, inklusive norra Afghanistan, Khyber Pakhtunkhwa i nordvästra och Gilgit–Baltistan i nordöstra Pakistan samt det omtvistade pakistanska eller indiska Kashmir, sydost om Gilgit–Baltistan. Avgränsningen beror på ett antal areala drag mellan språk som sträcker sig utanför själva bergskedjans gränser. På grund av att Hindukush-bergen också skiljer Central- från Sydasien talas det därför i lingvistiken oftare om en “skärningspunkt” däremellan, eller ibland ett “Greater Hindukush”, än blott “Hindukush”. Området som lingvistiskt forskningsintresse är med andra ord annorlunda från bergskedjan specifikt.
Det talas ett femtiotal språk i det utökade området, representerade av en mängd olika språkfamiljer. Störst är en undergrupp av det indoariska språkgenuset, vilken är speciell för språk som talas i Hindukush, ibland kontroversiellt benämnd “dardiska språk”. Undergruppen definieras av areala drag som är speciella för Hindukush och dess anmärkningsvärda påverkan på närbelägna språk som talas i området. Språkgruppen sträcker sig från nordvästra Afghanistan genom norra Pakistan till och med det omtvistade pakistanska eller indiska Kashmir. Utspritt över nordvästra Afghanistan och delar av norra Pakistan talas också ett mindre antal iranska språk, och ytterligare färre nuristanska språk på gränsen mellan nordöstra Afghanistan och nordvästra Pakistan, särskilt i provinsen Nuristan. Mindre språkgrupper i området är det så kallade “icke-dardiska” indoariska (som är mer dominant söder om Hindukush-området i Indien), det turkiska och det tibetoburmanska genuset. 
Bland de mest anmärkningsvärda grammatiska beskrivningarna som har gjorts i språkforskning i området är av de Hindukush-indoariska kalami (eller gawri), kashmiri, kohistansk shina, kalasha, palula och dameli, det nuristanska waigali, det iranska pashto, isolatspråket burushaski och det tibetoburmanska purik (eller burig). Georg Morgenstiernes tidiga fältarbeten och anteckningar om indoiranska språk från och med 1920-talet anses också viktiga. 
Områdets typologiska profil täcker in ett antal makro- och mikroareala drag, ofta definierade av en sammanlänkning mellan Central- och Sydasien. Till exempel återfinns fonematisk kontrast mellan uvulara klusiler och deras velara motparter och ett vigesimalt (det vill säga 20-baserat) räknesystem, typiskt för Centralasien, samt retroflexa klusiler och echo word formation, typiskt för Sydasien, i ett flertal språk i Hindukush. Kontrastiv tonaccent, där olika tonhöjd eller rörelse i mono-, bi- eller till och med trimoraiska stavelser ger ord olika betydelse, är också observerbart i mer än 50 % av språk som talas i norra Pakistan. Utvecklingen av tonsystem kan ha skett via en kontaktsituation i synnerhet med de Hindukush-indoariska gawri, kalkoti och torwali, där det har sitt ursprung i ett historiskt bortfall av finala obetonade vokaler. Mängden varierande mönster i grammatiska relationer mellan argument har också påvisats som typiska drag för områdets språk. Det typologiska arbetet i regionen är i övrigt till stor del tentativt.   

## Historisk betydelse
De mest bekanta passen är Hajigak, Khawak och Kushan, vilka övergicks av Alexander den stores, Djingis Khans och Timur Lenks härar; samfärdseln mellan Badaksjan i norr och staterna söderut förmedlas genom det 5 180 meter höga Nuksanpasset, över vilket Ferdinand de Lesseps ville dra en järnväg genom Centralasien.

## Källhänvisningar
1. 1 2 3 4 5  "Hindukush". NE.se. Läst 23 oktober 2014.
2. 1 2  Tikkanen, Bertil (2008). ”Some areal phonological isoglosses in the transit zone between South and Central Asia”. i Israr-ud-din. Proceedings of the Third International Hindu Kush Cultural Conference. Oxford: Oxford University Press. sid. 250–262.
3. 1 2  Liljegren, Henrik (2014). ”A survey of alignment features in the Greater Hindukush with special references to Indo-Aryan”. i Pirkko Suihkonen & Lindsay J. Whaley. On diversity and complexity of languages spoken in Europe and North and Central Asia. Amsterdam: John Benjamins Publishing. sid. 133–174.
4. ↑  Bashir, Elena (2003). ”Dardic”. i Danesh Jain & George Cardona. The Indo-Aryan languages. Oxon: Routledge. sid. 818–894.
5. ↑  Baart, Joan L. G. (1997). The sounds and tones of Kalam Kohistani. Islamabad: National Institute of Pakistan Studies, Quaid-i-Azam University; Summer Institute of Linguistics
6. ↑  Baart, Joan L. G. (1999). A sketch of Kalam Kohistani grammar. Islamabad: National Institute of Pakistan Studies, Quaid-i-Azam University; Summer Institute of Linguistics
7. ↑  Koul, Omkar N. (2005). Studies in Kashmiri linguistics. Delhi: Indian Institute of Language Studies
8. ↑  Koul, Omkar N.; Kashi Wali (2006). Modern Kashmiri grammar. Springfield: Dunwoody Press
9. ↑  Schmidt, Ruth L.; Razwal Kohistani (2008). A grammar of the Shina language of Indus Kohistan. Beiträge zur Kenntnis Südasiatischer Sprachen und Literaturen. "17". Wiesbaden: Harrassowitz Verlag
10. ↑  Bashir, Elena (1988). Topics in Kalasha syntax: An areal and typological perspective. Ann Arbor, MI: UMich doktorsavhandling
11. ↑  Liljegren, Henrik (2008). Towards a grammatical description of Palula: An Indo-Aryan language of the Hindu Kush. Stockholm: SU doktorsavhandling
12. ↑  Perder, Emil (2013). A grammatical description of Dameli. Stockholm: SU doktorsavhandling
13. ↑  Degener, Almuth (1998). Die Sprache von Nigheygram im afghanischen Hindukusch. Wiesbaden: Harrassowitz Verlag
14. ↑  Tegey, Habibullah; Barbara Robson (1996). A reference grammar of Pashto. Washington, D.C.: Center for Applied Linguistics
15. ↑  Berger, Hermann (1998). Die Burushaski-Sprache von Hunza und Nager. Wiesbaden: Harrassowitz Verlag
16. ↑  Yoshioka, Noboru (2012). A reference grammar of Eastern Burushaski. Tokyo: TUFS doktorsavhandling
17. ↑  Zemp, Marius (2013). A historical grammar of the Tibetan dialect spoken in Kargil. Bern: UniBe doktorsavhandling
18. ↑  Williams, Jeffrey P. (2008). ”A note on echo word morphology in Thailand and the languages of South and South-East Asia”. Australian Journal of Linguistics 11 (1):  sid. 107–111.
19. ↑  Emeneau, Murray B. (1956). ”India as a linguistic area”. Language 32 (1):  sid. 3–16.
20. 1 2  Baart, Joan L. G. (2003). ”Tonal features in languages of Northern Pakistan”. i Joan L. G. Baart & Ghulam Hyder Sindhi. Pakistani languages and society: Problems and prospects. Islamabad: National Institute of Pakistan Studies, Quaid-i-Azam University; Summer Institute of Linguistics. sid. 132–144.
21. ↑  Liljegren, Henrik (2013). ”Notes on Kalkoti: A Shina language with strong Kohistani influences”. Linguistic Discovery 11 (1):  sid. 134–144.
22. ↑  Baart, Joan L. G. (2014). ”Tone and stress in North-West Indo-Aryan: A survey”. i Johanneke Caspers, Yiya Chen, Willemijn Heeren, Jos Pacilly, Niels O. Schiller & Ellen van Zanten. Above and beyond the segments: Experimental linguistics and phonetics. Amsterdam: John Benjamins Publishing. sid. 1–13.